# Огрский край
О́грский край (латыш. Ogres novads) — административно-территориальная единица в центральной части Латвии, в историко-культурной области Видземе. Край состоит из 16 волостей и городов Икшкиле, Лиелварде, Кегумс и Огре, который является центром края. Граничит с Саласпилсским, Ропажским, Сигулдским, Цесисским, Мадонским, Айзкраукльским, Бауским и Кекавским краями.

## История
Край был образован в 2009 году, в составе города Огре и 9 волостей. В ходе административно-территориальной реформы Латвии 2021 года к краю были присоединены город Икшкиле и Тинужская волость из упразднённого Икшкильского края, город Кегумс и 3 волости из упразднённого Кегумского края и город Лиелварде и 3 волости из упразднённого Лиелвардского края. Площадь укрупнённого края составила 1838 км²

## Население
На 2020 год население края составляло 32 997 человек. 
Национальный состав населения края на 2021 год:
| Национальность | Численность, чел. (2021) | %        |
| -------------- | ------------------------ | -------- |
| Латыши         | 46 870                   | 81,3 %   |
| Русские        | 6714                     | 11,7 %   |
| Белорусы       | 1152                     | 2,0 %    |
| Украинцы       | 621                      | 1,1 %    |
| Поляки         | 620                      | 1,1 %    |
| Литовцы        | 374                      | 0,6 %    |
| Другие         | 1280                     | 2,2 %    |
| всего          | 57 617                   | 100,00 % |

## Территориальное деление
- Бирзгальская волость (латыш. Birzgales pagasts)
- город Икшкиле (латыш. Ikšķiles pilsēta)
- город Кегумс (латыш. Ķeguma pilsēta)
- Кейпенская волость (латыш. Ķeipenes pagasts)
- Крапская волость (латыш. Krapes pagasts)
- Лауберская волость (латыш. Lauberes pagasts)
- Ледманская волость (латыш. Lēdmanes pagasts)
- город Лиелварде (латыш. Lielvārdes pilsēta)
- Лиелвардская волость (латыш. Lielvārdes pagasts)
- Мадлиенская волость (латыш. Madlienas pagasts)
- Мазозольская волость (латыш. Mazozolu pagasts)
- Меньгельская волость (латыш. Meņģeles pagasts)
- город Огре (латыш. Ogres valstspilsēta)
- Огресгальская волость (латыш. Ogresgala pagasts)
- Рембатская волость (латыш. Rembates pagasts)
- Сунтажская волость (латыш. Suntažu pagasts)
- Таурупская волость (латыш. Taurupes pagasts)
- Тинужская волость (латыш. Tīnūžu pagasts)
- Томская волость (латыш. Tomes pagasts)
- Юмправская волость (латыш. Jumpravas pagasts)